# Daniel Zadra

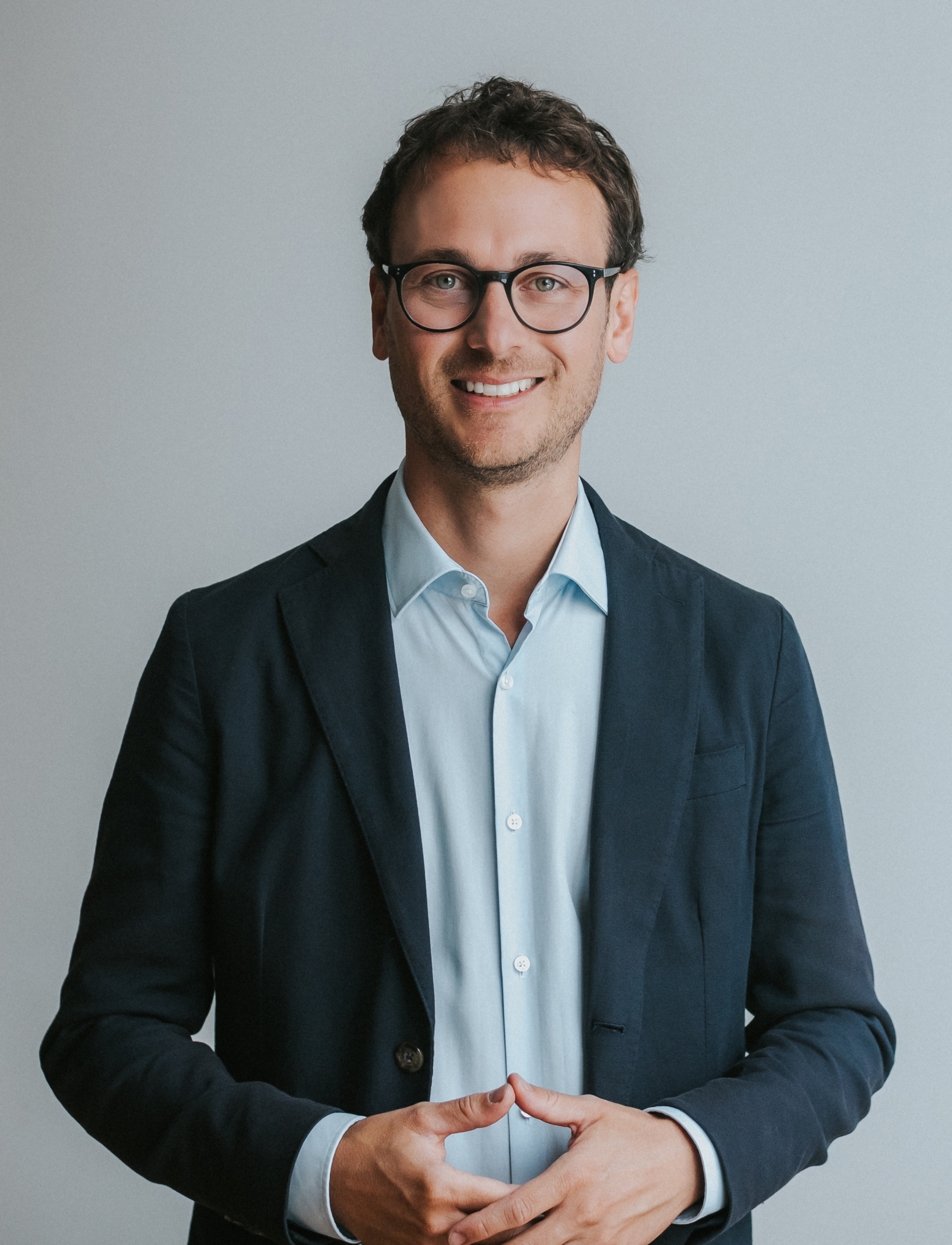
Daniel Zadra (Grüne), Landesrat im Vorarlberger Landtag.

Daniel Zadra (* 24. Dezember 1984 in Bregenz) ist ein österreichischer Politiker (Grüne) und Jurist. Er war von März 2022 bis November 2024 als Landesrat für Umwelt, Energie, Klimaschutz und Mobilität Mitglied der Vorarlberger Landesregierung. Zuvor war er seit 2014 Abgeordneter zum Vorarlberger Landtag. Seit Juni 2021 ist Zadra zudem gemeinsam mit Eva Hammerer als Doppelspitze Landessprecher der Vorarlberger Grünen.

## Ausbildung und Beruf
Daniel Zadra wurde am 24. Dezember 1984 in der Vorarlberger Landeshauptstadt Bregenz geboren. Von 1990 bis 1995 besuchte er die private Montessorivolksschule in Altach, ehe er 1995 in die Unterstufe des Bundesrealgymnasium und Bundesoberstufenrealgymnasium Dornbirn-Schoren wechselte. Dort absolvierte er auch die Oberstufe und legte schließlich im Jahr 2003 die Matura mit Auszeichnung ab. 2003/04 leistete Zadra den Zivildienst beim Verein dowas – der Ort für Wohnungs- und Arbeitssuchende in Bregenz ab.
Anschließend studierte Daniel Zadra ab 2004 Rechts- und Politikwissenschaft an den Universitäten Wien und Prag. 2009 erfolgte an der Universität Wien zunächst die Sponsion zum Magister philosophiae (Mag.phil.) in Politikwissenschaft, 2010 dann die Sponsion zum Magister iuris (Mag.iur.) in Rechtswissenschaften. Seine Diplomarbeit verfasste er zur Situation der Piraterie vor der Küste Somalias. Er absolvierte 2011 die Gerichtspraxis an den Bezirksgerichten Dornbirn und Bregenz sowie am Landesgericht Feldkirch. Danach belegte Daniel Zadra einen Universitätslehrgang für nachhaltige Entwicklung in San José in Costa Rica und einen Speziallehrgang für Leitungsfunktionen in der Sozialarbeit an der Akademie für Sozialmanagement in Wien.
Seit 2011 arbeitete Zadra als Programmmanager in der internationalen Zusammenarbeit und als Koordinator der internationalen Freiwilligeneinsätze für die Caritas Auslandshilfe. Daniel Zadra ist Vater zweier Kinder und lebt in Partnerschaft in seiner Heimatgemeinde Lustenau.

## Politische Karriere
Erstmals politisch aktiv bei den Grünen in deren Lustenauer Gemeindegruppe wurde Daniel Zadra im Jahr 2012, seit Februar 2014 ist Zadra Mitglied des Landesvorstands der Vorarlberger Grünen. Er wurde bei der Landtagswahl am 21. September 2014 im Wahlbezirk Dornbirn in den Vorarlberger Landtag gewählt und im 30. Vorarlberger Landtag am 15. Oktober 2014 angelobt.
Bei der Gemeindevertretungswahl 2015 wurde Daniel Zadra erstmals auch als Mitglied in die Lustenauer Gemeindevertretung gewählt.
Vier Jahre später, bei der Landtagswahl 2019, wurde Zadra als Landtagsabgeordneter wiedergewählt. Im Zuge dessen wurde er auch Klubobmann des Grünen Landtagsklubs für die 31. Legislaturperiode des Vorarlberger Landtags. Inhaltlich war er im Grünen Landtagsklub als Bereichssprecher für Asyl, Landwirtschaft / Ernährung, Datenschutz / Konsumentenschutz, Europa, Budget / Finanzen und Mobilität zuständig.
Im Juni 2021 kündigte Zadra an, gemeinsam mit Eva Hammerer als Doppelspitze für die Position des Landessprechers der Vorarlberger Grünen bei deren Landesversammlung am 26. Juni 2021 zu kandidieren. Im Zuge der dortigen Wahl wurde er gemeinsam mit Hammerer mit 98,71 Prozent der Stimmen zum Landessprecher gewählt.
Nach der Nominierung des bisherigen grünen Mobilitäts- und Umweltlandesrats Johannes Rauch als Bundesminister für Soziales, Gesundheit, Pflege und Konsumentenschutz Anfang März 2022 wurde Daniel Zadra als dessen Nachfolger in der Vorarlberger Landesregierung nominiert. Zadra wurde in der Landtagssitzung am 9. März 2022 zum Landesrat gewählt und angelobt. In der Vorarlberger Landesregierung (Landesregierung Wallner III) übernahm er die Ressorts Umwelt und Klimaschutz, Klimawandelanpassung, Energie, Öffentlicher Verkehr und Radwege, Eisenbahninfrastruktur, Radinfrastruktur, Abfallwirtschaft, Informatik sowie Maschinenbau und Elektrotechnik.
Für die Landtagswahl in Vorarlberg 2024 bestimmte die Landesversammlung der Vorarlberger Grünen Daniel Zadra am 27. April 2024 mit 98 Prozent der Stimmen zum Spitzenkandidaten. Mit der Bildung einer schwarz-blauen Koalition nach der Landtagswahl schied Zadra zum 6. November 2024 aus seinem Amt als Landesrat.